# Eugoa mindanensis
Eugoa mindanensis är en fjärilsart som beskrevs av Alfred Ernest Wileman och Reginald James West 1928. 
Eugoa mindanensis ingår i släktet Eugoa och familjen björnspinnare. Inga underarter finns listade i Catalogue of Life.